# Kanton Sauxillanges
Kanton Sauxillanges (fr. Canton de Sauxillanges) je francouzský kanton v departementu Puy-de-Dôme v regionu Auvergne. Tvoří ho 17 obcí.

## Obce kantonu
- Bansat
- Brenat
- Chaméane
- Égliseneuve-des-Liards
- Parentignat
- Les Pradeaux
- Saint-Étienne-sur-Usson
- Saint-Genès-la-Tourette
- Saint-Jean-en-Val
- Saint-Martin-des-Plains
- Saint-Quentin-sur-Sauxillanges
- Saint-Rémy-de-Chargnat
- Sauxillanges
- Sugères
- Usson
- Varennes-sur-Usson
- Vernet-la-Varenne